# Гуль, Любовь Ивановна
Любовь Ивановна Гуль (1920, д. Эсен-Эли, Феодосийский уезд, Таврическая губерния, Российская империя — ?) — гальванист Уральского механического завода (г. Уральск Казахской ССР), Герой Социалистического Труда (1960).

## Биография
Родилась в деревне Эсен-Эли Феодосийского уезда Таврической губернии (ныне — село Бабенково Кировского района Республики Крым).
С 1934 года работала шаблонщицей на рыбоконсервном заводе в Феодосии.
В 1943 году эвакуировалась с семьёй в Казахстан, работала гальванистом на механическом заводе в Уральске. С 1946 года — бригадир.
В конце 1950-х годов её бригада освоила отделку электрических утюгов блестящим никелем. Такие утюги пользовались большим спросом.
Указом Президиума Верховного Совета СССР от 7 марта 1960 года в ознаменование 50-летия Международного женского дня, за выдающиеся достижения в труде удостоена звания Героя Социалистического Труда.
С 1963 года мастер гальванического участка сборочного цеха.